# Boris Cmiljanić
Boris Cmiljanić [boris cmiljanyč] (* 17. března 1996, Podgorica) je černohorský fotbalový útočník a bývalý mládežnický reprezentant, od července 2022 bez angažmá. Mimo Černou Horu působil na klubové úrovni v Nizozemsku, Rakousku, Bosně a Hercegovině, ve Španělsku a na Slovensku. Nastupuje na hrotu útoku.

## Klubová kariéra
Svoji fotbalovou kariéru začal v klubu FK Budućnost Podgorica, kde si v průběhu sezony 2012/13 ve věku 16 let odbyl premiéru v A-týmu. V Podgorici strávil dva roky a následně se upsal nizozemskému celku PSV Eindhoven, v němž hrál ve druhé nejvyšší soutěži za rezervu známou jako Jong PSV. V létě 2016 zamířil do Španělska a stal se novou posilou mužstva SD Huesca. V zimě 2016/17 jeho kroky směřovaly na hostování do klubu Atlético Levante UD, v němž nastupoval za "béčko".

### ŠK Slovan Bratislava
V průběhu ročníku 2017/18 Huescu definitivně opustil a trénoval se slovenským týmem ŠK Slovan Bratislava, kde se připravoval po zranění kolena. V lednu 2018 podepsal s "belasými" jako volný hráč kontrakt na čtyři a půl roku.

#### Sezóna 2017/18
Ligovou premiéru v dresu Slovanu absolvoval v osmém kole nadstavbové části o titul hraném 5. května 2018 proti týmu MFK Ružomberok (prohra 0:1), nastoupil na 57 minut.

#### Sezóna 2018/19
S "belasými" postoupil přes moldavské mužstvo FC Milsami Orhei (výhry 4:2 a 5:0) a klub Balzan FC z Malty (prohra 1:2 a výhra 3:1) do třetího předkola Evropské ligy UEFA 2018/19, v němž Slovan vypadl po výhře 2:1 a prohře 0:4 s rakouským celkem Rapid Vídeň. V předkolech EL dal jednu branku, když se trefil v odvetě proti Milsami. Svůj první ligový gól v dresu "belasých" zaznamenal 22. 7. 2018 v souboji s ViOnem Zlaté Moravce – Vráble (výhra 4:1), trefil se v 54. minutě. Se Slovanem získal 14. dubna 2019 po výhře 3:0 nad týmem MŠK Žilina šest kol před koncem sezony mistrovský titul. Na jaře 2021 získal Slovan již třetí ligový primát v řadě a Cmiljanić se na tomto úspěchu částečně podílel.

### FC Admira Wacker Mödling (hostování)
V srpnu 2019 odešel na roční hostování s opcí na přestup do rakouského mužstva FC Admira Wacker Mödling. Své první ligové utkání v dresu Admiry odehrál 18. 8. 2019 ve čtvrtém kole v souboji s Austrií Vídeň, při debutu odehrál 81 minut a vstřelil vyrovnávající branku na konečných 1:1.

### FC ViOn Zlaté Moravce – Vráble (hostování)
V únoru 2020 se vrátil na Slovensko a odešel do ViOnu Zlaté Moravce – Vráble, kam zamířil na půl roku hostovat. Ve Zlatých Moravcích se sešel s Davidem Hrnčárem, se kterým působil ve Slovanu. Ligový debut za ViOn absolvoval ve 21. kole hraném 1. března 2020 proti Spartaku Trnava (prohra 1:2), na trávníku vydržel do 76. minuty. Poprvé v tomto působišti se střelecky prosadil ve 23. kole v souboji s klubem FC Nitra, na hrací plochu přišel jako střídající hráč a v 77. minutě vsítil rozhodující gól na konečných 2:1.

### FK Sarajevo
V zimním přestupovém období sezony 2020/21 přestoupil do Bosny a Hercegoviny konkrétně do týmu FK Sarajevo. Svůj první ligový zápas zde odehrál 21. 3. 2021 ve 23. kole v souboji s mužstvem FK Krupa (výhra 1:0), na hrací plochu přišel v 75. minutě.

## Klubové statistiky
Aktuální k 19. červnu 2022
| Sezona    | Klub                              | Soutěž           | Zápasy | Góly |
| --------- | --------------------------------- | ---------------- | ------ | ---- |
| 2012/2013 | Budućnost Podgorica               | 1. liga          | 15     | 1    |
| 2013/2014 | Budućnost Podgorica               | 1. liga          | 13     | 1    |
| 2014/2015 | Jong PSV                          | Eerste Divisie   | 10     | 1    |
| 2015/2016 | Jong PSV                          | Eerste Divisie   | 18     | 2    |
| 2016/2017 | SD Huesca                         | Segunda División | 8      | 0    |
| 2016/2017 | Atlético Levante UD B             | Segunda B        | 13     | 0    |
| 2017/2018 | ŠK Slovan Bratislava              | Fortuna liga     | 3      | 0    |
| 2018/2019 | ŠK Slovan Bratislava              | Fortuna liga     | 12     | 1    |
| 2019/2020 | ŠK Slovan Bratislava              | Fortuna liga     | 0      | 0    |
| 2019/2020 | FC Admira Mödling (host.)         | Bundesliga       | 8      | 1    |
| 2019/2020 | FC Zlaté Moravce – Vráble (host.) | Fortuna liga     | 6      | 1    |
| 2020/2021 | ŠK Slovan Bratislava              | Fortuna liga     | 1      | 0    |
| 2020/2021 | FK Sarajevo                       | Premijer liga    | 2      | 0    |
| 2021/2022 | FK Sarajevo                       | Premijer liga    | 15     | 2    |